# Imipramin
Imipramin (Antideprin, Deprimin, Deprinol, Depsol, Depsonil, Dinaprin, Evpramin, Imipramil, Irmin, Janimin, Melipramin, Surpliks, Tofranil, melipramin) je triciklični antidepresiv iz dibenzazepinske grupe. Imipramin se uglavnom koristi za tretmant kliničke depresije i enureze (nesposobnosti kontrole urinacije).
On je takođe izučavan za potencijalnu primenu u lečenju paničnog poremećaja.

## Poređenje sa drugim antidepresivima
Potentnost (afinitet) imipramina i drugih antidepresiva na različitim trasporterima i receptorima je sumirana u donjoj tabli. Potentnost je izražena kao recipročna vrednosti konstante disocijacije pomnožene sa faktorom 10−7. Stoga što je veći broj, to je veća moć blokiranja
| Lek          | SERT | NET   | DAT    | α1 blokada | D2 blokada | H1 blokada | muskarinska blokada | 52 blokada |
| ------------ | ---- | ----- | ------ | ---------- | ---------- | ---------- | ------------------- | ---------- |
| imipramin    | 70   | 2,7   | 0,012  | 1,5        | 0,05       | 9,1        | 1,1                 | 1,2        |
| desipramin   | 5,7  | 128   | 0,024  | 0,77       | 0,03       | 0,91       | 0,5                 | 0,38       |
| amitriptilin | 23   | 2,9   | 0,023  | 3,7        | 0,1        | 91         | 5,6                 | 3,4        |
| klomipramin  | 360  | 2,7   | 0,045  | 2,6        | 0,53       | 3,2        | 2,7                 | 3,7        |
| paroksetin   | 800  | 2,5   | 0,2    | 0,025      | 0,003      | 0,03       | 0,93                | 0,005      |
| citalopram   | 98   | 0,035 | 0,0038 | 0,053      | 0          | 0,21       | 0,045               | 0,34       |

## Spoljašnje veze
|  | Molimo Vas, obratite pažnju na važno upozorenje u vezi sa temama iz oblasti medicine (zdravlja). |